# グルデンスポーレン・スタディオン
グルデンスポーレン・スタディオン（Guldensporen Stadion）は、ベルギー・ウェスト＝フランデレン州コルトレイクにある多目的スタジアム。KVコルトレイクのホームスタジアムとなっている。

## 概要
スタジアム名の「グルデンスポーレン」は、1302年にコルトレイクで起こった金拍車の戦いに由来している。
2020年10月、このスタジアムより西にある工業団地跡地を買収し、官民連携の一環として約5,000万ユーロを投じての新スタジアム建設計画が公表された。着工は2024年を予定しており、2026年に完成すれば約12,000人収容のスタジアムとなる。
2022年3月25日には、南アフリカ代表対ギニア代表の国際Aマッチが行われ、スコアレスドローに終わった。